# Ellen Andrée

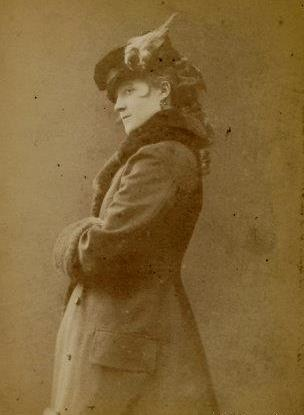
Ellen Andrée, door Nadar.

Ellen Andrée, eigenlijk Hélène André (7 maart 1856, Parijs – aldaar, 9 december 1933) was een Frans actrice. Tegenwoordig staat ze echter vooral nog bekend als model voor vooraanstaande impressionistische kunstschilders als Édouard Manet, Edgar Degas en Pierre-Auguste Renoir. De expositie van Gervex' Rolla in de Parijse salon van 1878, waarvoor ze erotiserend naakt had geposeerd, veroorzaakte een schandaal.

## Leven
Ellen Andrée begon haar carrière als mannequin voor het Parijse modehuis Worth. Vanaf het midden van de jaren 1870 was ze veelvuldig te vinden in Café de la Nouvelle Athènes, waar zich toentertijd vooraanstaande impressionistischekunstenaars troffen. Haar bijzondere schoonheid en uitstraling, maar ook het geduld dat ze klaarblijkelijk had om te poseren, maakte dat ze veelvuldig gevraagd werd als model. Vanaf 1875 figureerde ze op tal van bekende werken van vooraanstaande kunstschilders, zoals Manet, Degas en Renoir. Ook fotograaf Nadar maakte in die tijd een groot aantal portretten van haar.
In 1878 raakte Andrée geïnvolveerd in een schandaal rondom de expositie het schilderij Rolla van Henri Gervex, waarvoor zij in de ogen van het publiek aanstootgevend naakt poseerde. Vervolgens gebruikte zij de naamsbekendheid die zij daarmee had verworven om een toneelcarrière te starten. Ze volgde een opleiding bij de bekende acteur Joseph Landrol (1828–88) en debuteerde in 1879 in het Théâtre du Palais-Royal. Tot een jaar of twee voor haar dood bleef ze actief op de bühne en speelde ze in tal van naturalistische stukken, onder andere La Terre van Émile Zola en Boule de suif van Guy de Maupassant, alsook in tal van komedies, bijvoorbeeld Les Boulingrin van Georges Courteline. Ook was ze te zien in pantomime-voorstellingen in de Folies Bergère en vaudeville-producties in het Théâtre des Variétés. Ze maakte tournees door Rusland, Amerika en Argentinië.
In 1887 huwde Andrée met de kunstschilder Henri Julien Dumont (1859-1921), met wie ze in de Parijse voorstad Ville-d'Avray ging wonen. Ze overleed in 1933, twaalf jaar na de dood van haar man, en werd begraven op het cimetière de Montmartre

## Schildersmodel

### Manet
Manet was een van de eersten voor wie André model stond. In La Parisienne uit 1875 portretteert hij haar als een typische Parijse dame uit de Derde Franse Republiek, chic en elegant. Ook daarna zou hij haar nog meermaals portretteren, onder andere in Tête de Jeune Femme (1878), de vrouwelijke figuur in Au Café (1878) en Jeune Fille Assise (1880). Ook wordt André wel verondersteld model te hebben gestaan voor La Prune (1877), hoewel de gelijkenis in dat werk niet bijzonder treffend lijkt. Voor het schilderij Chez Père Lathuille (1879) begon Manet met André als model, maar omdat zij niet meer verscheen op vervolgsessies verving hij haar door Judith French, een familielid van de componist Jacques Offenbach, waardoor niet meer geheel duidelijk is wat haar aandeel nog is in de uiteindelijk geportretteerde vrouw.

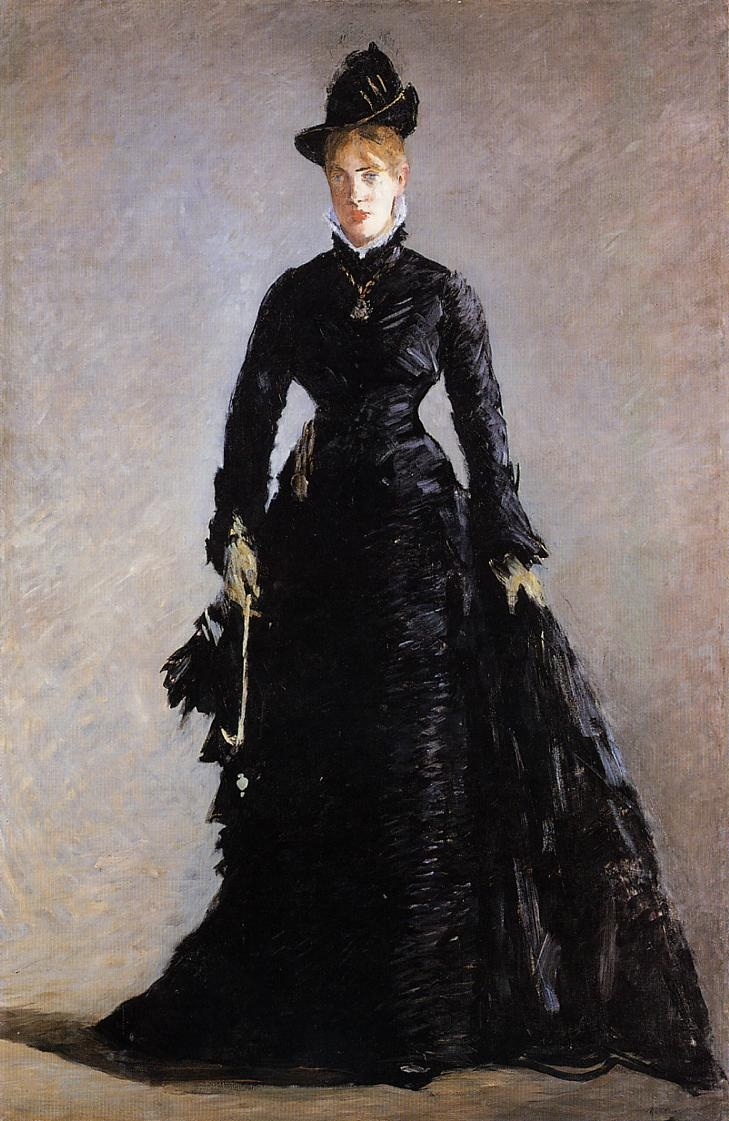
Manet: La Parisienne, 1875
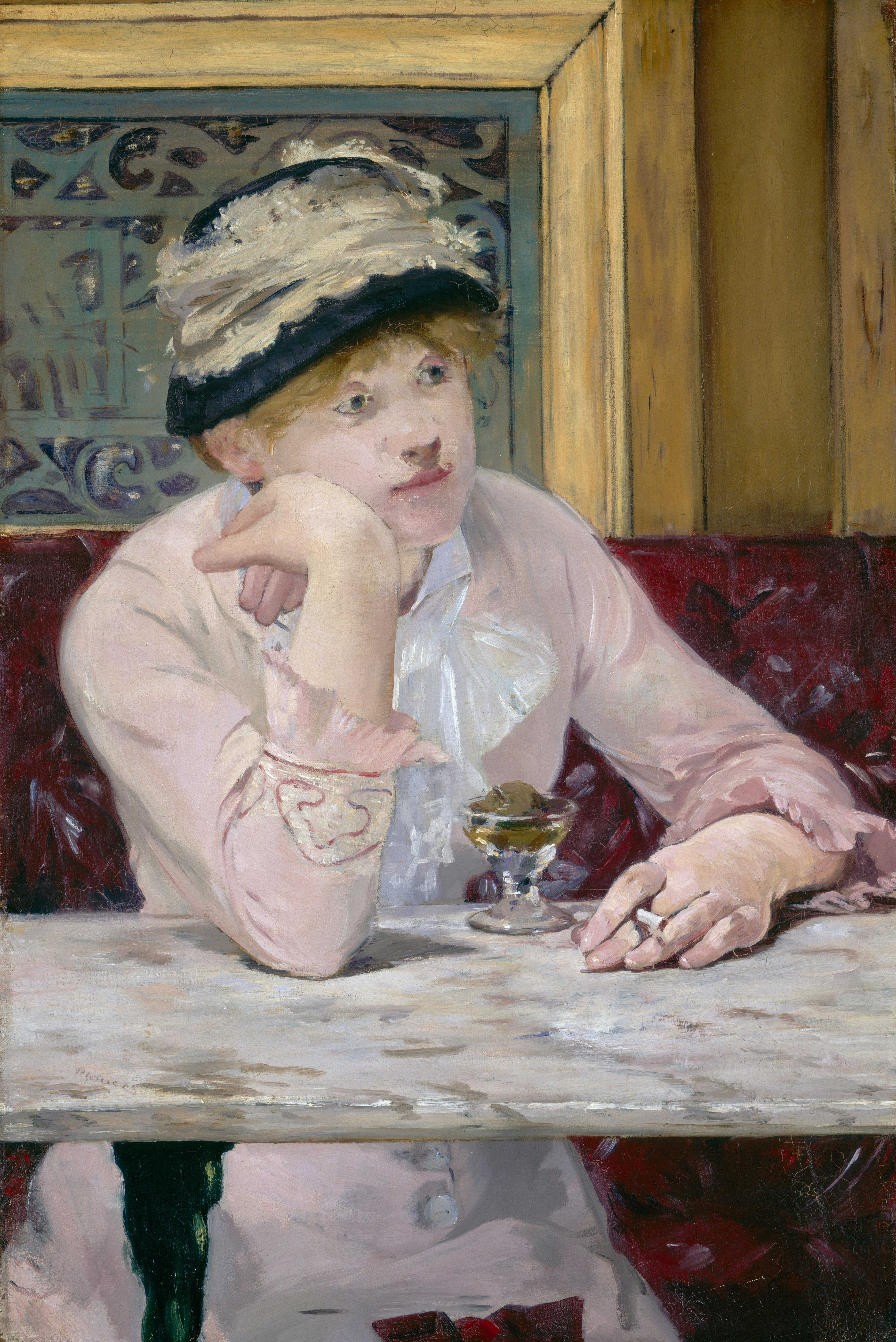
La prune, 1877
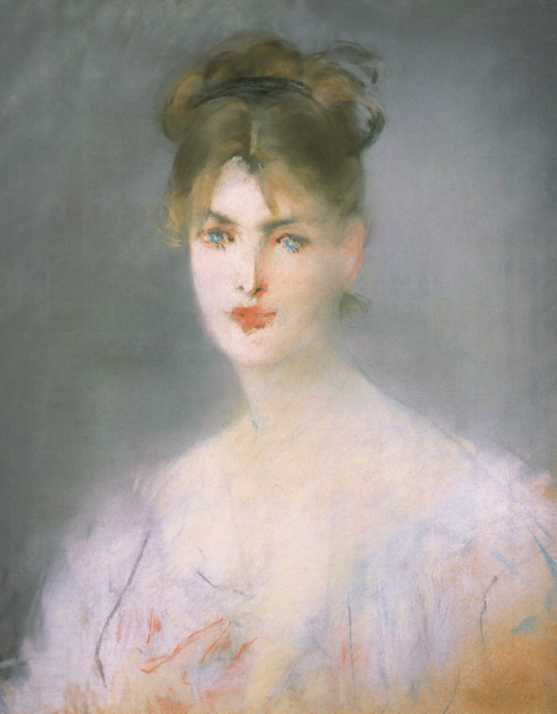
Manet: Tête de Jeune Femme, 1878
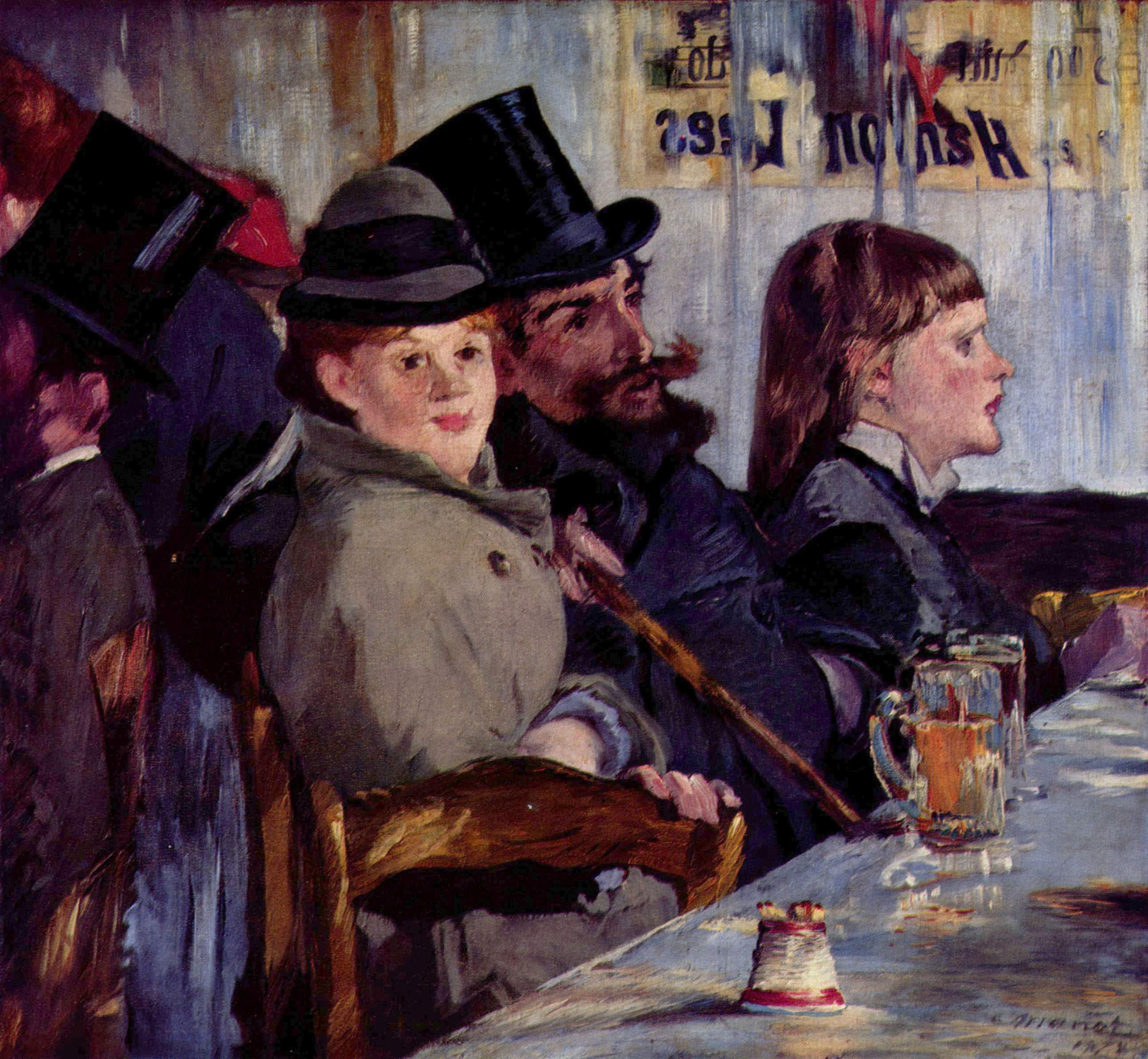
Au Café, 1878
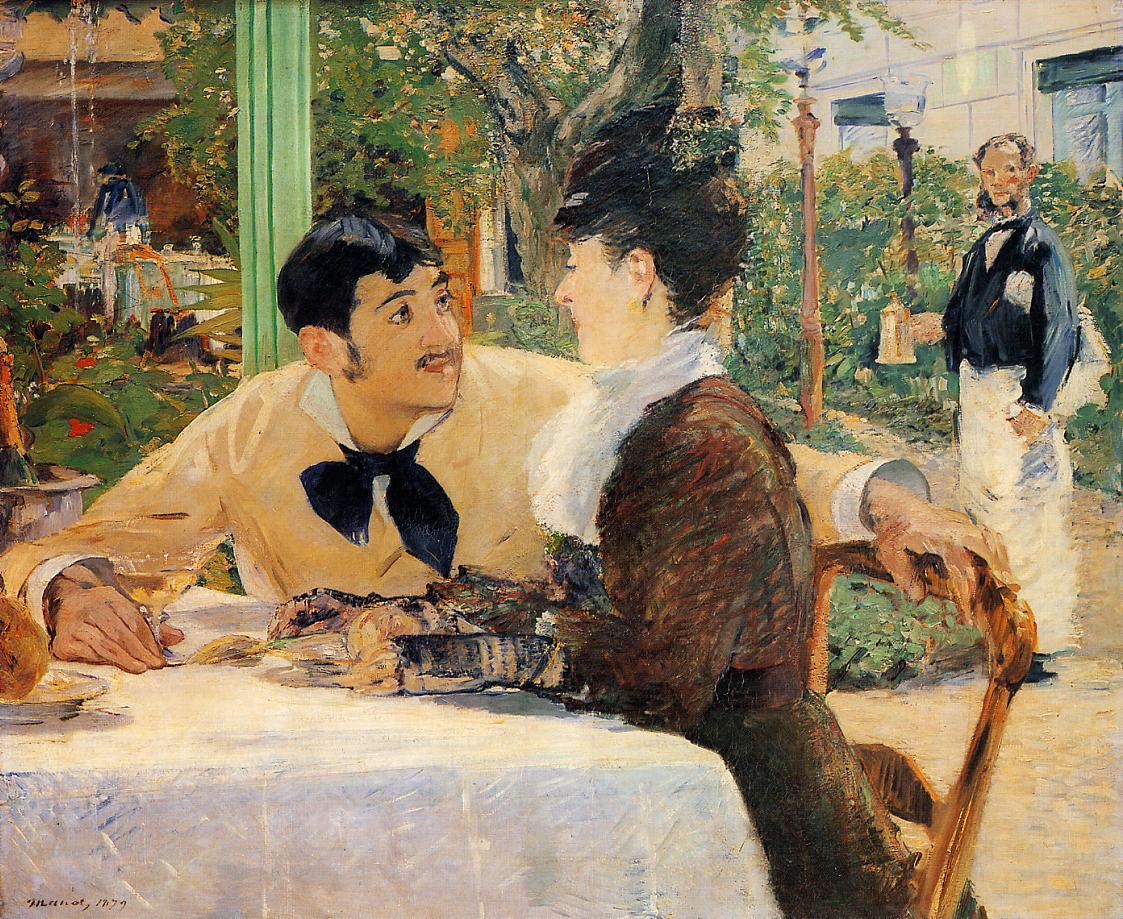
Chez Père Lathuille,1879
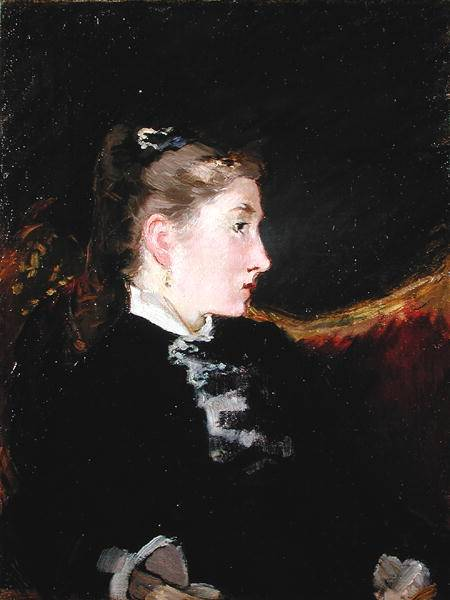
Manet: Jeune Fille Assise, 1880

### Degas
Edgar Degas schreef in 1875 in een notitieboek dat hij een schilderij wilde maken met als titel Hélène et Desboutin dans un café, gesitueerd in Café de la Nouvelle Athene. Uiteindelijk zou hij het bedoelde werk, dat hij begin 1876 voltooide, Absynt noemen, een asymmetrische compositie die exemplarisch zou worden voor de schaduwkant van het opkomende moderne stadsleven. Andrée figureerde als de vrouwelijke hoofdpersoon. Ook in 1876 maakte Degas een ets van Andreé, waarbij hij meer aandacht gaf aan haar gelijkenis. Een andere ets, gemaakt tussen 1877 en 1880 toont haar En profil, met oorbel. Een tekening uit 1879, toen ze net met haar toneelcarrière was gestart, titelde hij De actrice Ellen Andreé  Uit 1879 dateert een pastel genaamd Vrouw in stadskleding, die deel uitmaakt van een portretfries met drie vrouwen.
Op latere leeftijd liet Andreé zich enigszins laatdunkend uit over de kunst van Degas en gaf aan dat ze ooit een schilderij met danseressen uit de Parijse Opera weigerde als geschenk omdat ze het te groen en lelijk vond. Ze gaf de voorkeur aan kunstenaars als Camillo Innocenti, Louis Welden Hawkins en Giuseppe de Nittis.

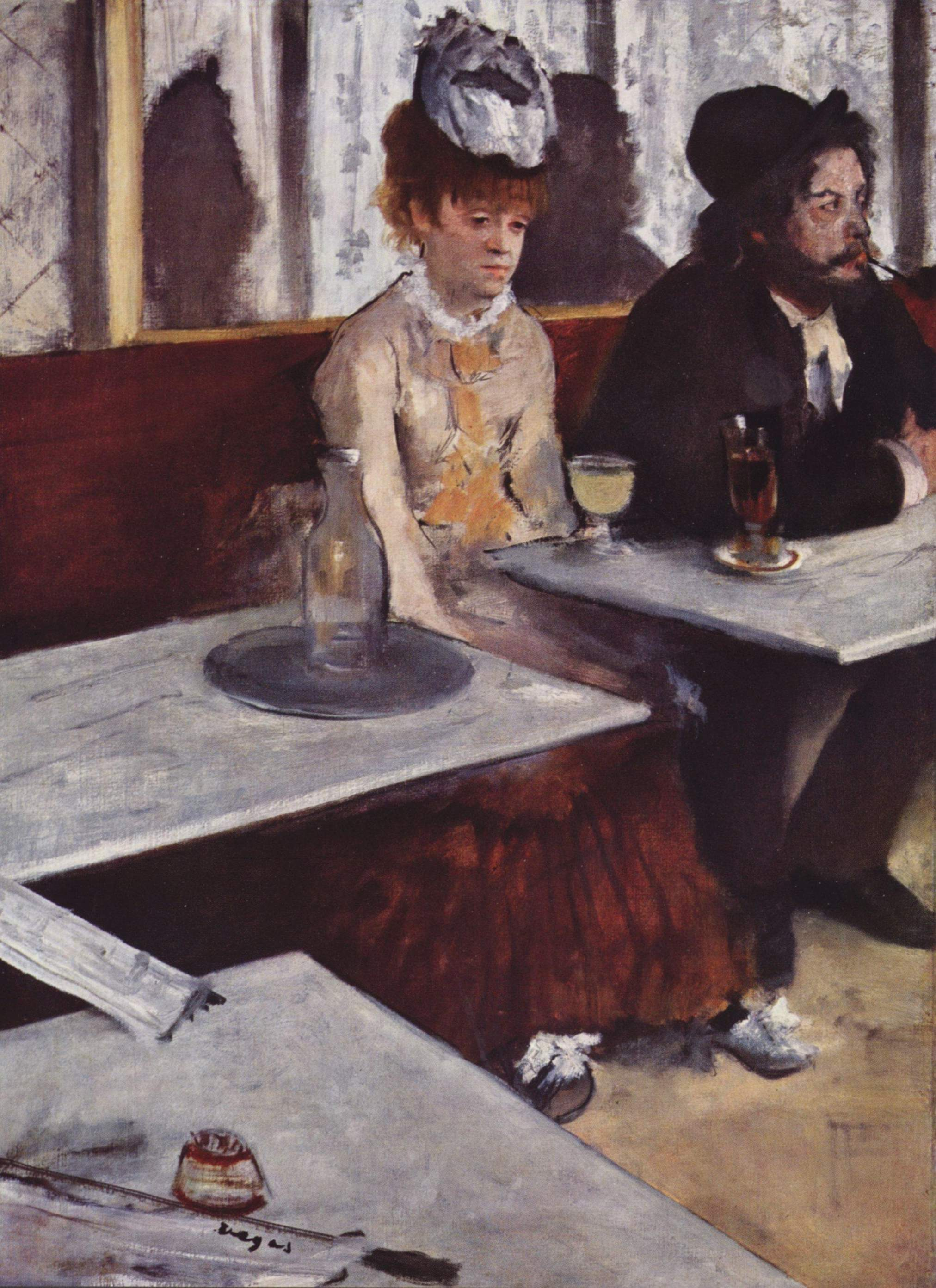
Degas: Absinth, 1876
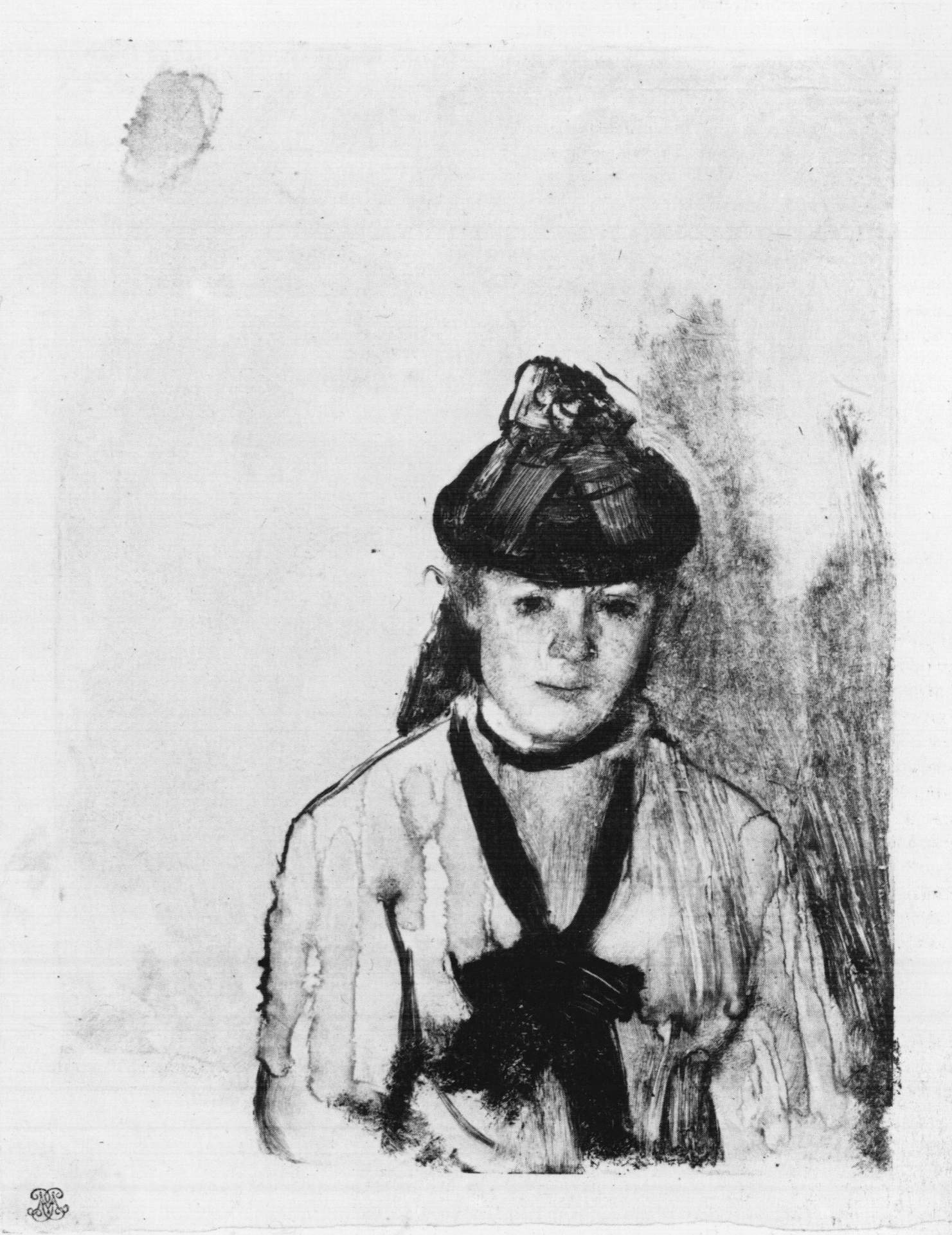
Degas: Portret van Ellen Andrée, 1876
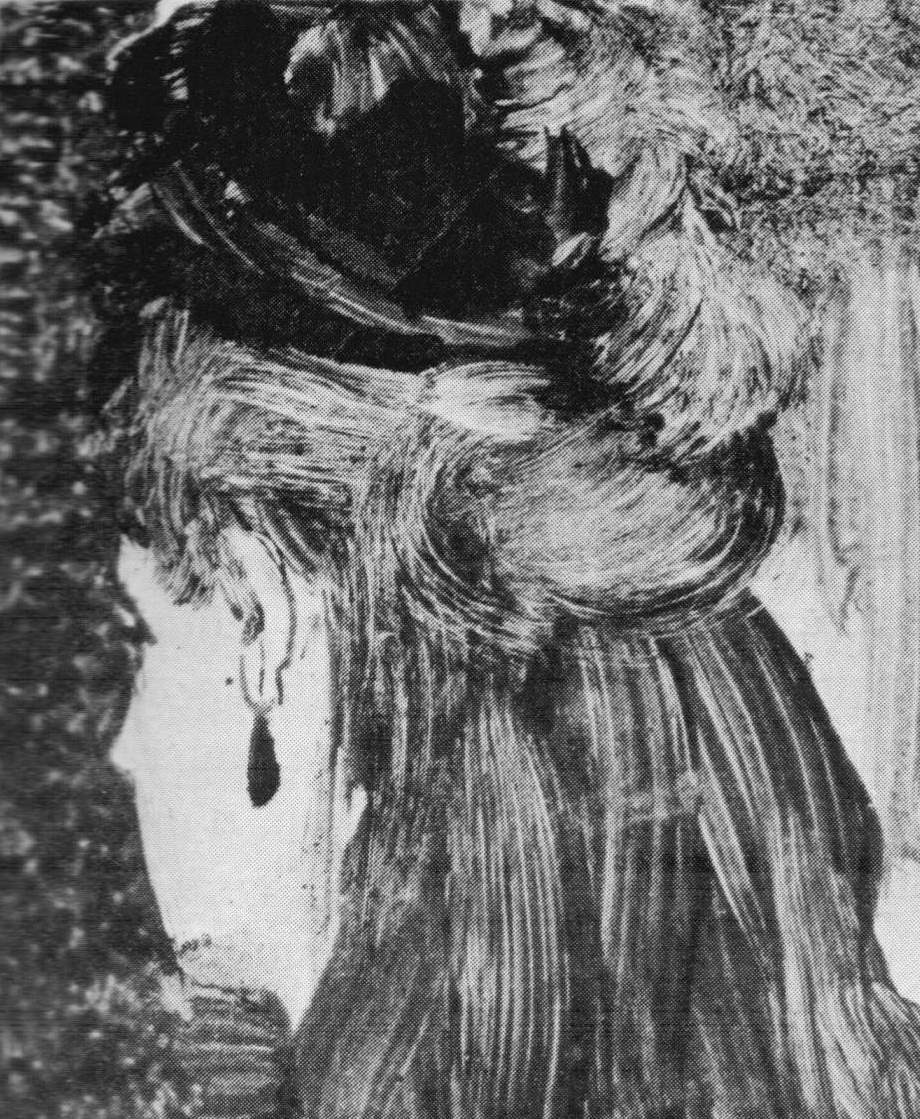
Degas: En profil, met oorbel, 1877–80
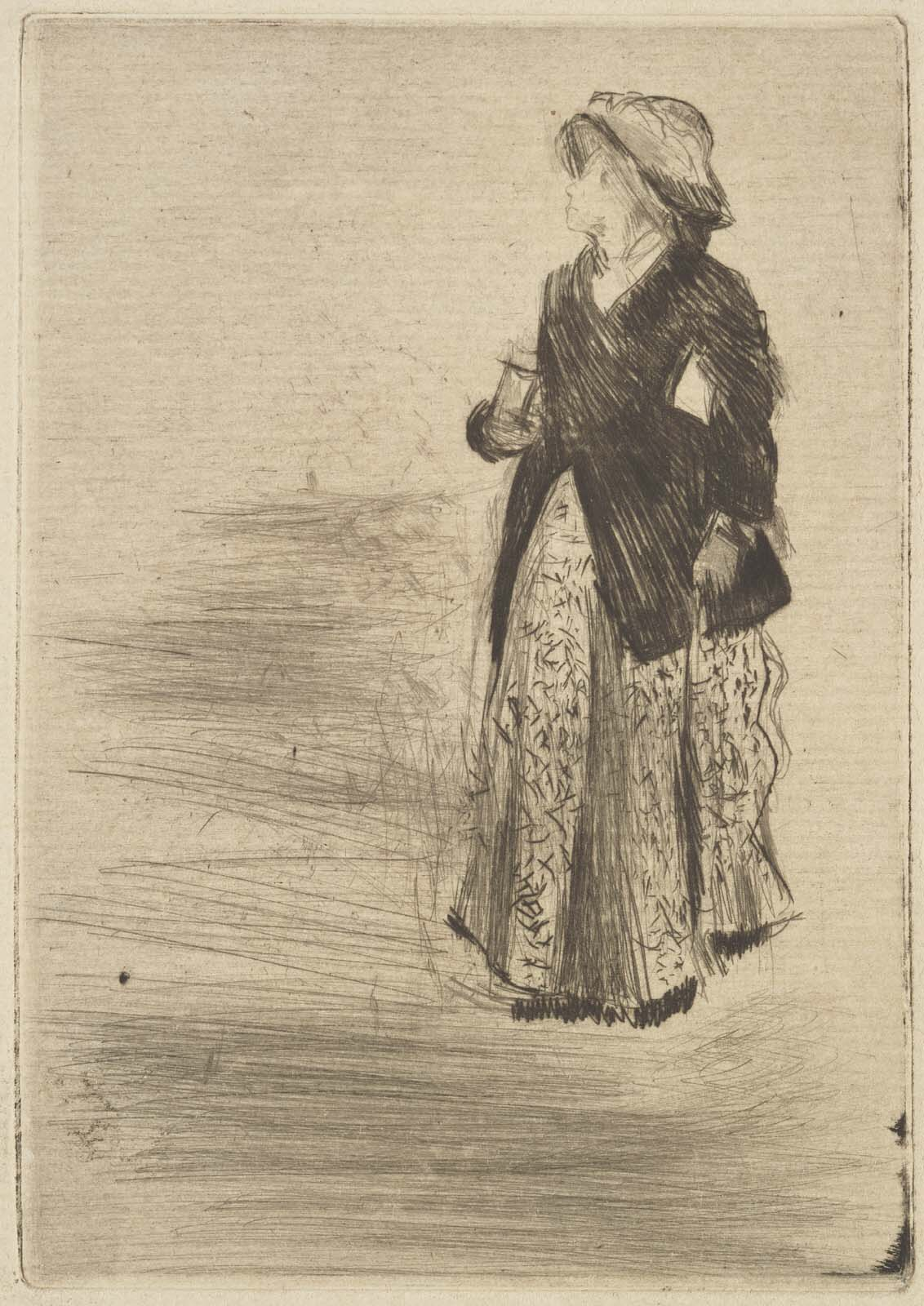
L'actrice Ellen Andrée, 1879
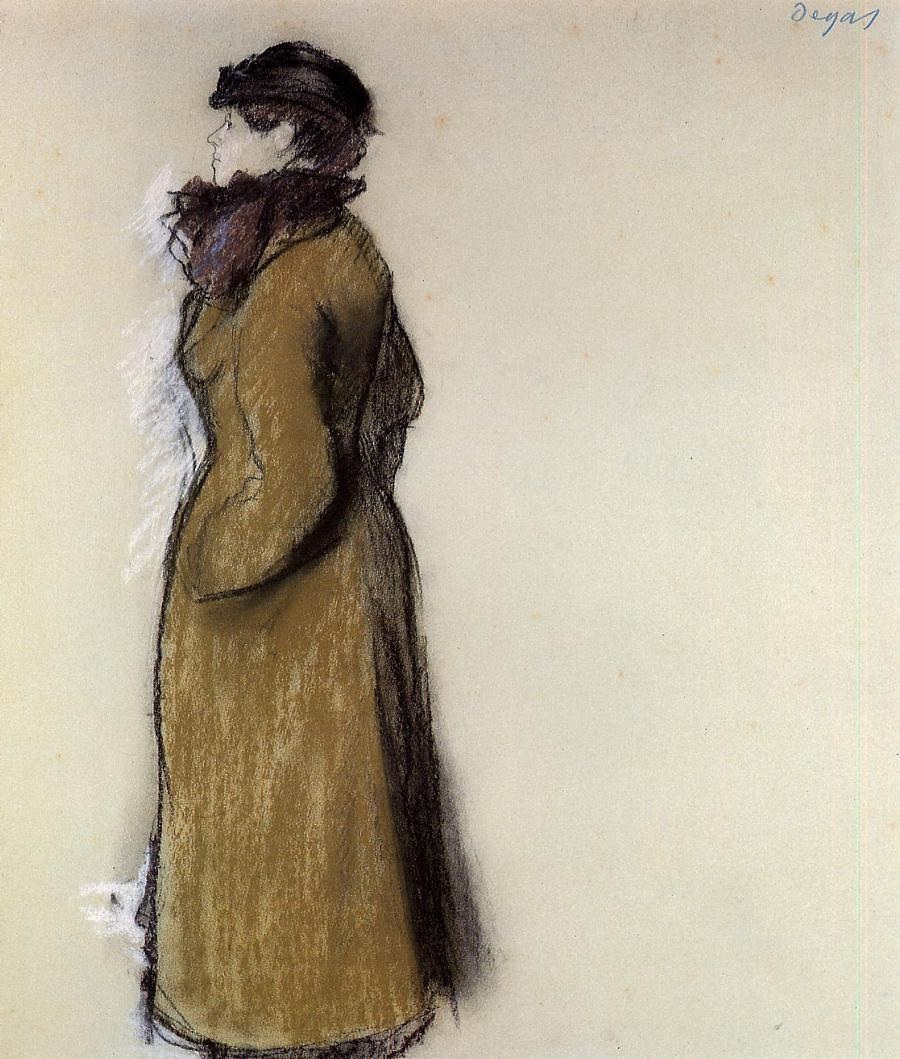
Degas: Vrouw in stadskleding, 1879

### Renoir
Pierre-Auguste Renoir koos Andrée pas als model enige tijd nadat Manet en Degas dat deden, hoewel hij haar zeker al langer gekend moet hebben uit Café de la Nouvelle Athènes. De eerste keer dat hij haar portretteerde was in 1877, in het enigszins statische Portrait d'une Femme. Twee jaar later, toen zij reeds voor het toneel had gekozen, is ze te zien in zijn genrewerk La fin du déjeuner en in het kleurrijke en dynamische Portrait d'Ellen Andrée, zittend in een stoel. In het jaar 1881 figureerde ze in een van Renoirs hoofdwerken, Le déjeuner des canotiers, waarin ze deel uitmaakt van een gezelschap van kunstenaars en kunstliefhebbers, allen vrienden van Renoir. Plaats van handeling is het balkon van restaurant Fournaise aan de Seine te Chatou, bij Parijs, tijdens een warme zomerdag. Renoir en Andreé zouden nog lange tijd met elkaar bevriend blijven.

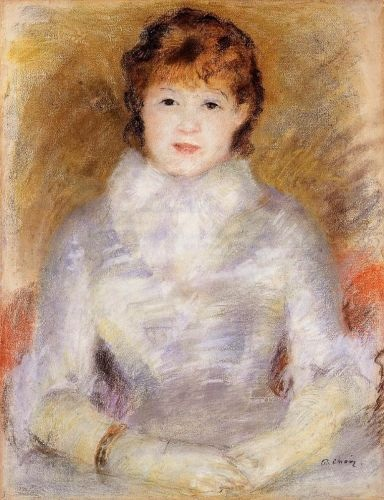
Portrait d'une Femme, 1877
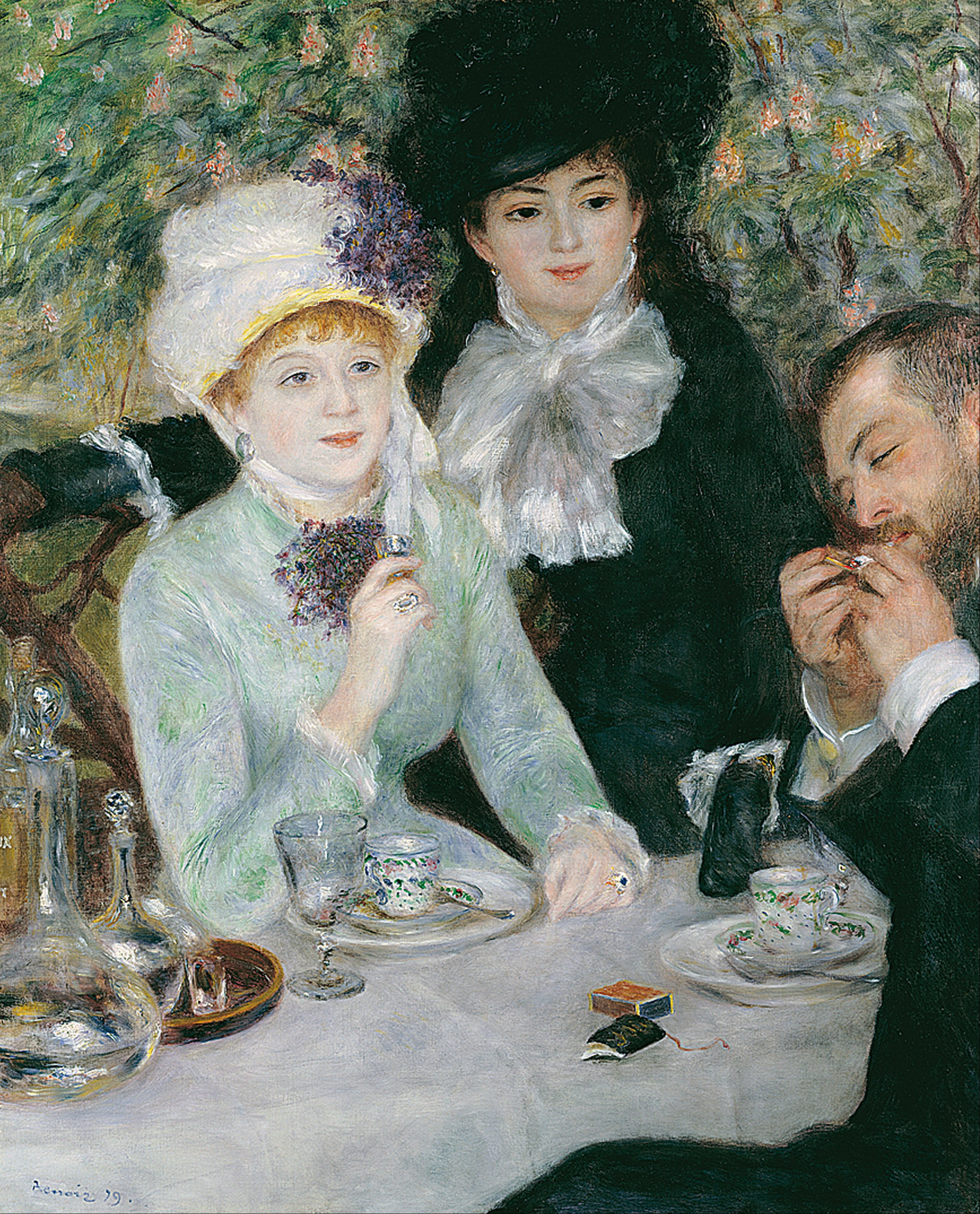
La fin du déjeuner, 1879 (links: Ellen Andrée)
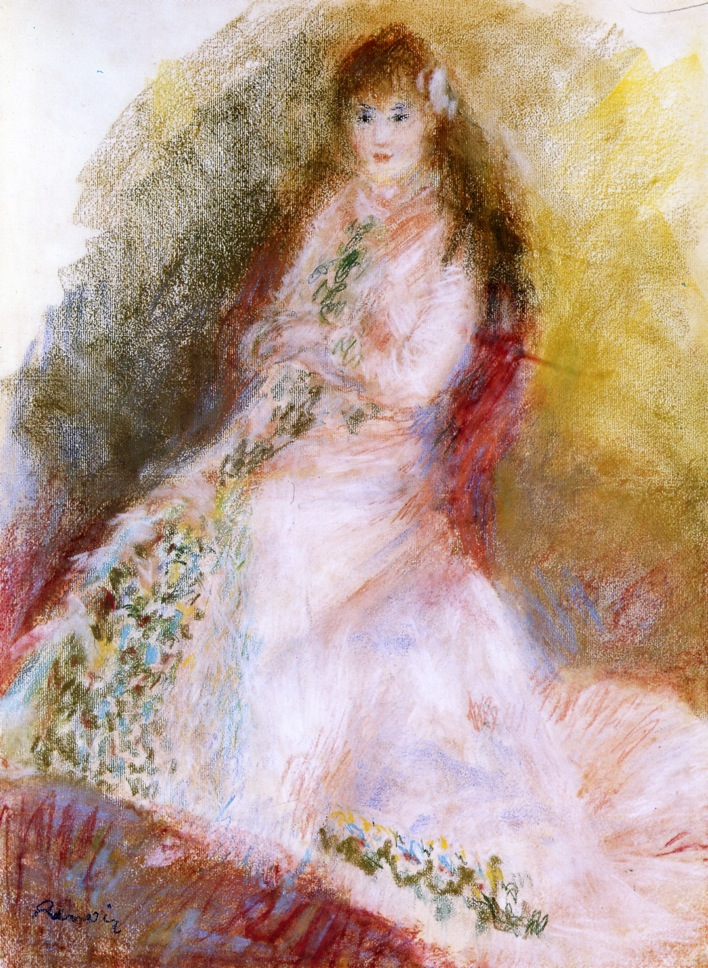
Portrait d'Ellen Andrée, 1879
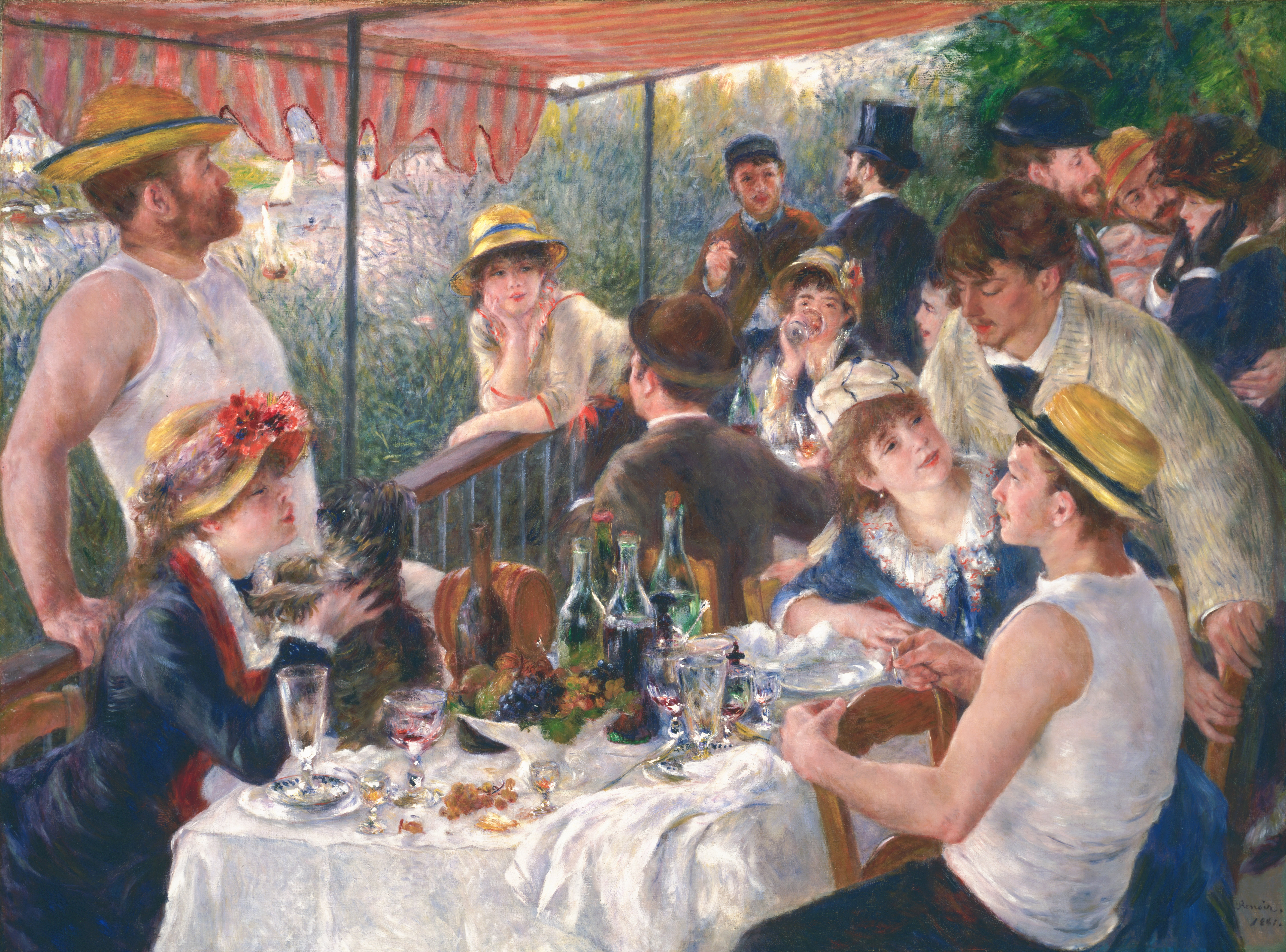
Le déjeuner des canotiers, 1881
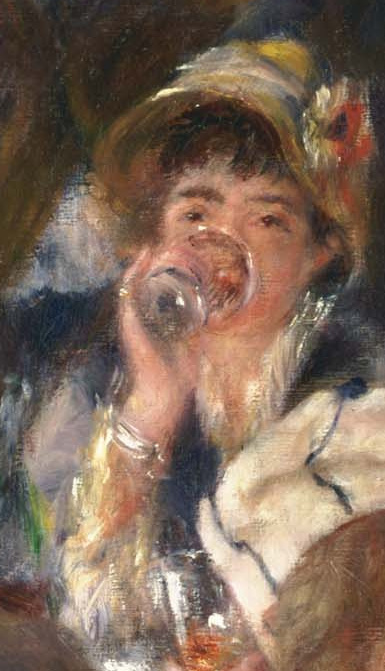
Ellen Andrée in Le déjeuner des canotiers, 1881

### Ander kunstschilders
Behalve voor de grote impressionisten Manet, Degas en Renoir zou Andreé ook nog poseren voor diverse andere kunstschilders, zoals Paul César Helleu, Henri Gervex en Edouard Joseph Dantan. Voor de laatste twee poseerde ze naakt op een dusdanig erotiserende wijze dat er alom schande over werd gesproken. Zo ontstond er een waar schandaal bij de expositie van Gervex' Rolla in de Parijse salon van 1878. Het bezorgde haar evenwel een grote naamsbekendheid, die haar weer ten goede kwam bij haar carrière als actrice.
Andreé stond ook model voor de Belgische kunstschilders Alfred Stevens en Florent Willems.

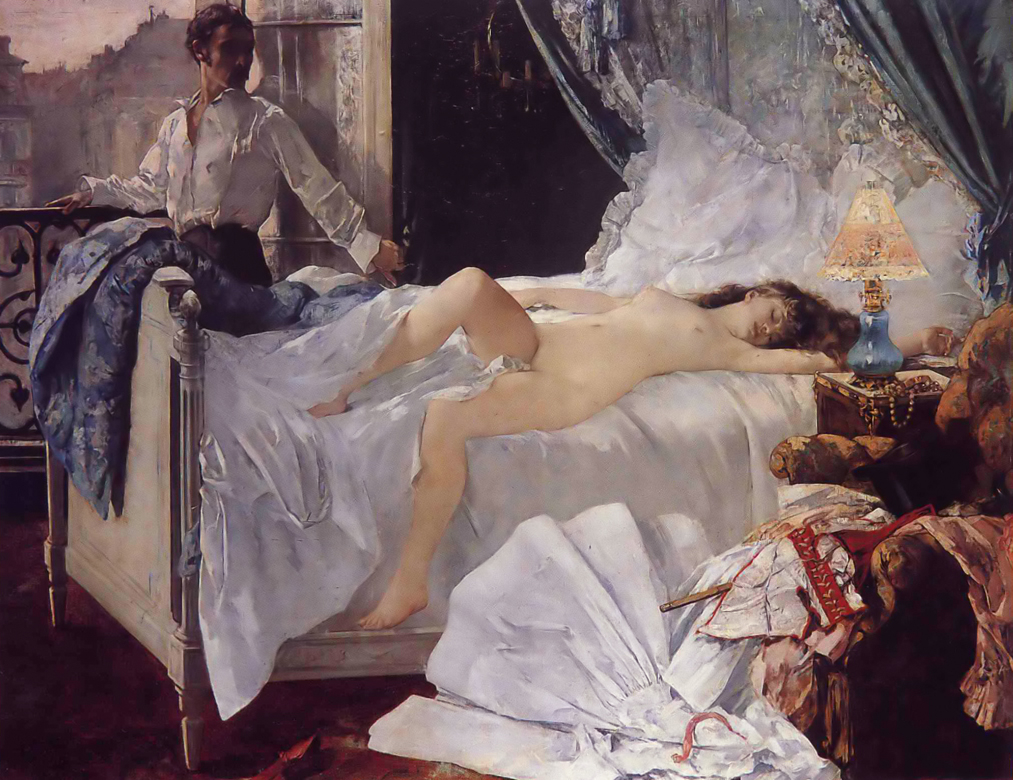
Gervex: Rolla, 1878
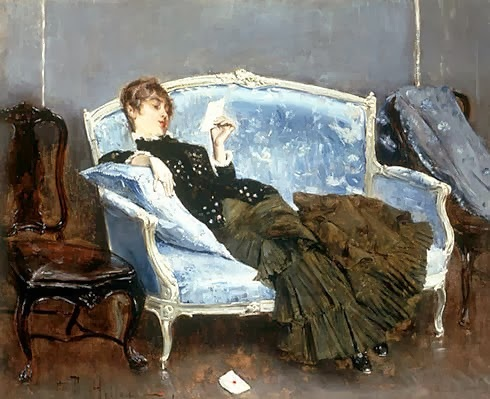
Helleu: La lettre, 1880
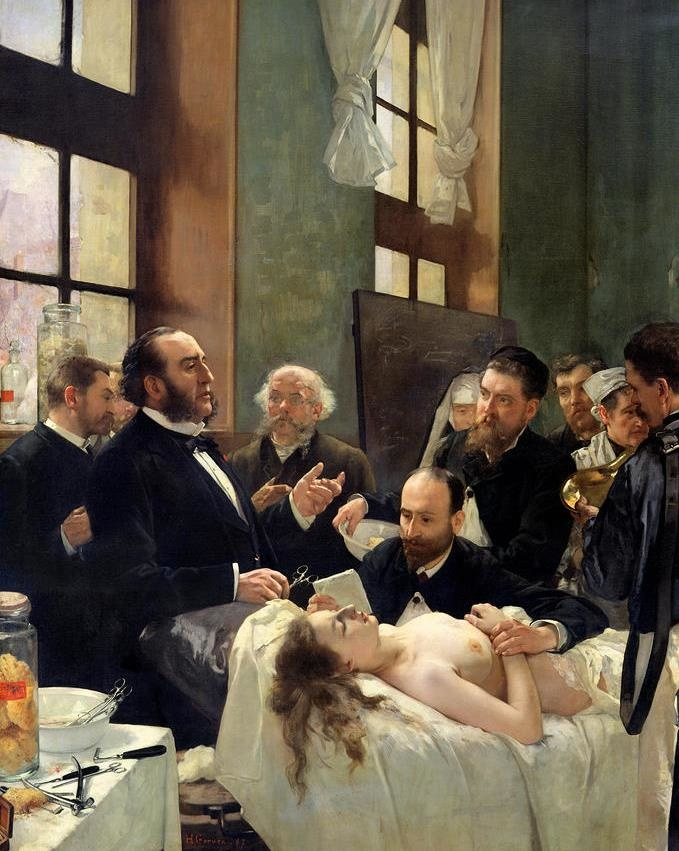
Gervex: Avant l'opération, 1886
Dantan Un Moulage sur Nature, 1887